# Eosimias

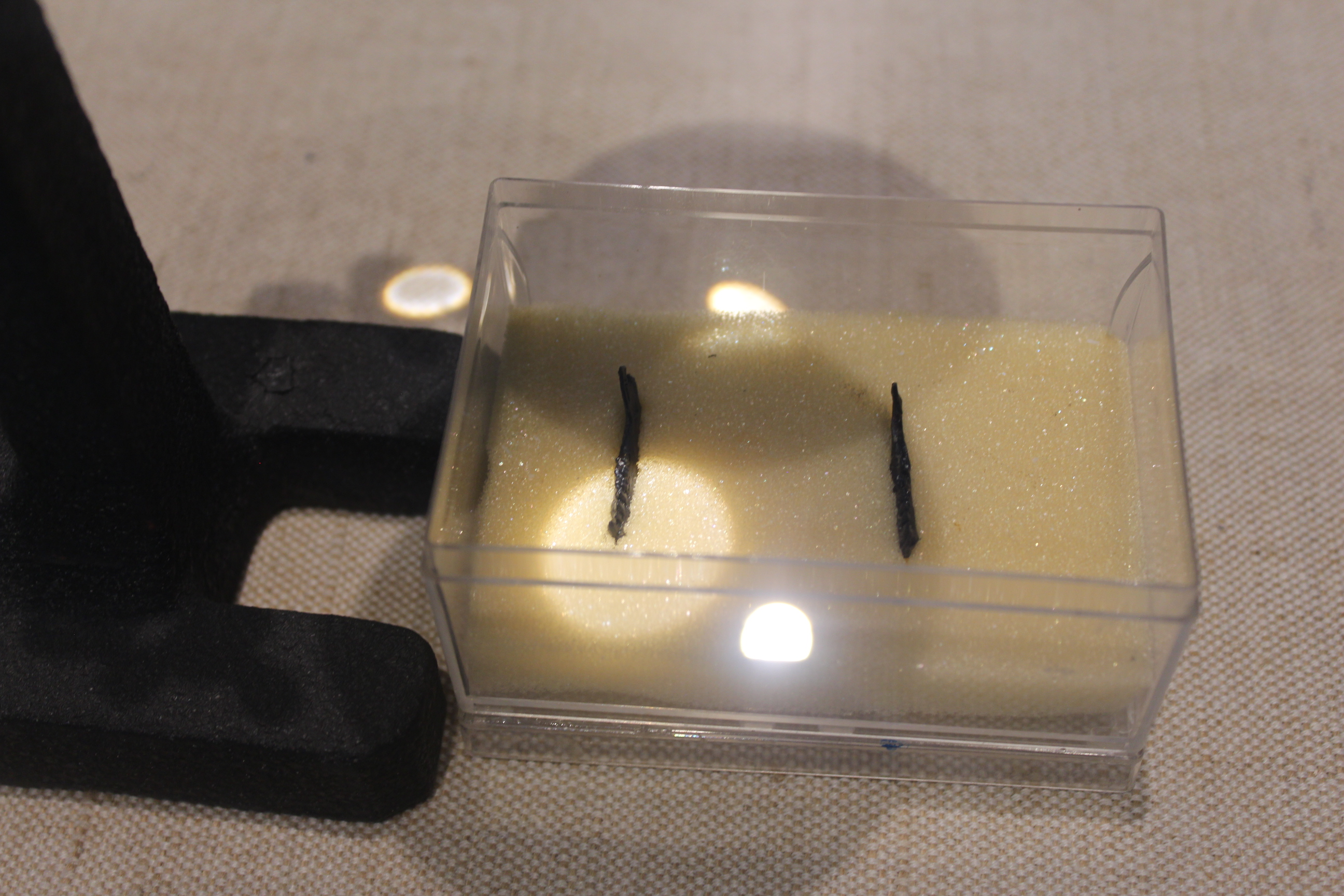
Holotyp von E. centennicus, Chinesisches Paläozoologisches Museum, Peking

 Eosimias  („Affe der Morgenröte“) ist eine ausgestorbene Gattung der Säugetiere und einer der ursprünglichsten Vertreter der Affen (Anthropoidea). Diese Gattung ist bisher lediglich durch verschiedene Funde von Kiefern und wenigen Beinknochen bekannt, die aus dem Mittleren Eozän von China stammen und drei verschiedenen Arten zugeschrieben werden. Eine mögliche vierte Art stammt aus Myanmar, die Zuordnung dieser Art zu Eosimias ist jedoch lediglich provisorisch. Die Gattung und ihre Typusart, Eosimias sinensis, wurden 1994 erstmals wissenschaftlich beschrieben und zugleich in dieser Erstbeschreibung der ebenfalls neu eingeführten Familie Eosimiidae zugeordnet.

## Merkmale
Es handelte sich um einen kleinen Vertreter der Affen. Der Unterkiefer misst eine Länge von etwa 2,6 Zentimetern; das Körpergewicht wird auf 90 bis 180 Gramm geschätzt.
Wie bei anderen Vertretern der Affen waren die Schneidezähne (Incisivi) relativ klein und vertikal ausgerichtet. Die Eckzähne waren groß, die Mahlzähne (Molaren) waren dreispitzig und breit. Der Unterkiefer war relativ tief. Von fortgeschritteneren Affen unterscheidet sich Eosimias allerdings in einer Reihe von primitiven Merkmalen: So ähnelten die Mahlzähne denen der Koboldmakis, während die Schneidezähne noch nicht spatelförmig sind wie bei anderen Affen, sondern eine Zwischenform zwischen spatelförmig und spitz zulaufend darstellen.

## Systematik und Arten
Eosimias ist die namensgebende Gattung der ausgestorbenen Familie Eosimiidae. Andere Gattungen dieser Familie sind Anthrasimias Bahinia, Phenacopithecus sowie Phileosimias. Während die Eosimiidae von den meisten aktuellen Studien als die ursprünglichste Gruppe der Affen (Anthropoidea) betrachtet werden, bemerken kritische Stimmen, dass die nur sehr fragmentarischen Fossilien nicht ausreichen würden, um die Verwandtschaftsbeziehungen der Gruppe sicher evaluieren zu können; so seien beispielsweise gut erhaltene Schädelfunde nötig, um die Einordnung innerhalb der Affen bestätigen zu können.
Bisher sind der Gattung Eosimias vier Arten zugeschrieben worden – neben der Typusart Eosimias sinensis (Beard et al. 1994) sind dies Eosimias centennicus (Beard et al. 1996), Eosimias dawsonae (Beard und Wang 2004) sowie Eosimias paukkaungensis (Takai et al. 2005). Christopher Beard und Jingwen Wang (2004) merken allerdings an, dass die Zuordnung dieser Arten zu Eosimias aufgrund des sehr lückenhaften Fossilberichts mit einiger Unsicherheit behaftet ist – so sei es möglich, dass künftige Studien einige der Arten anderen Gattungen zuschreiben werden. Besonders problematisch erscheint die Art Eosimias paukkaungensis – diese ist lediglich durch einen in Myanmar entdeckten Kiefer bekannt, wobei von der Bezahnung lediglich der dritte Molar erhalten geblieben ist – die Zuordnung zur Gattung Eosimias ist damit lediglich provisorisch.